# يو إف سي ليلة القتال: ماينارد ضد دياز
يو إف سي ليلة القتال: ماينارد ضد دياز (بالإنجليزية: UFC Fight Night: Maynard vs. Diaz)‏ هو حدث لفنون القتال المختلطة نظمته يو إف سي، أُقيم في 11 يناير 2010، على إيجل بنك أرينا في فيرفاكس، فرجينيا، الولايات المتحدة.